# ノリ・メ・タンヘレ

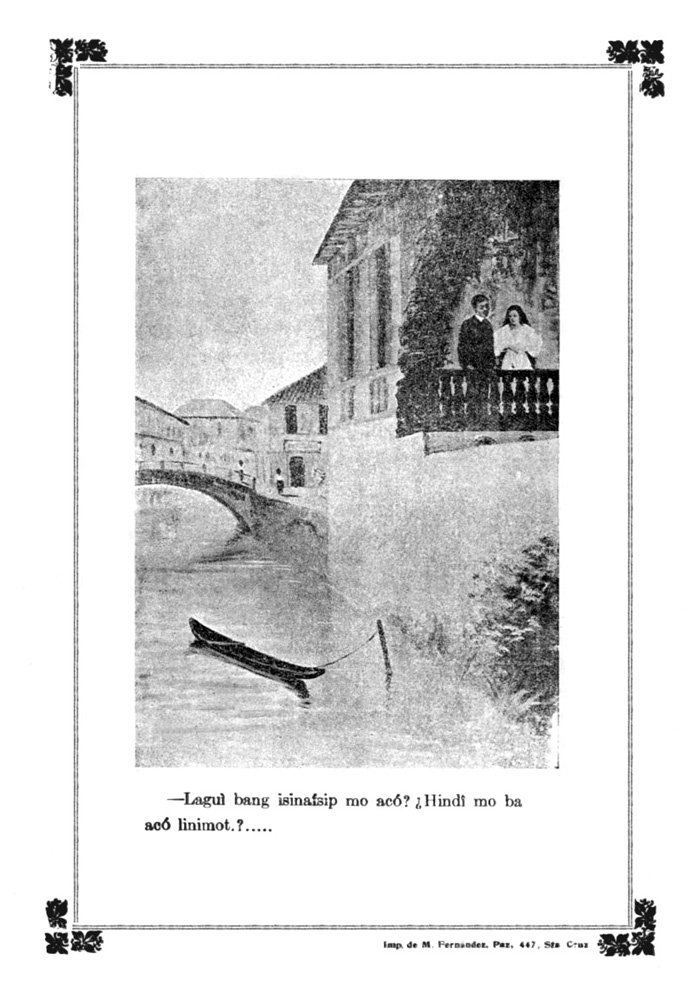
小説内の挿絵

『ノリ・メ・タンヘレ』（Noli Me Tángere, ラテン語で「我に触れるな」の意）は、当時スペイン領フィリピン諸島出身の作家ホセ・リサールによって執筆された小説であり、スペイン語で書かれた。初版は1887年にドイツで出版された。

## あらすじ
19世紀後半のスペイン領フィリピンを舞台に、ヨーロッパで教育を受け帰国したクリソストモ・イバラ（通称：イバラ）を主人公とし、彼が直面する社会の不正義、腐敗、宗教的支配、そして失われた愛を描く。
イバラは帰国後、父親が不当に投獄され死亡したことを知り、真相を探るうちに、修道士たちによる圧政や腐敗した宗教・政治体制に直面する。彼は自らの理想をもって祖国に尽くそうとするも、さまざまな陰謀や中傷に巻き込まれ、やがて反逆者として追われる身となる。
一方、イバラの婚約者であるマリア・クララは、彼を深く愛しながらも、家族の秘密と修道士たちの策略によって修道院に閉じ込められ、自由を奪われる。

## 主な登場人物
クリソストモ・イバラ（Crisóstomo Ibarra）
ヨーロッパ留学から帰国した若き青年。理想主義的で進歩的な考えを持ち、祖国の発展と教育の普及を願って行動するが、体制側の圧力や陰謀により次第に追い詰められていく。主人公。
マリア・クララ（María Clara）
イバラの婚約者であり、物語のヒロイン。優美で純真な性格だが、家族の秘密と社会的圧力により苦悩する。修道士たちの策略により修道院に入れられ、悲劇的な運命をたどる。
フライ・ダマソ（Padre Dámaso）
スペイン人フランシスコ会士。イバラの父に深い敵意を抱き、イバラの人生を妨害する。マリア・クララに対しても影響力を持つ傲慢な聖職者。
エリアス（Elías）
神秘的な過去を持つ若者で、イバラを助ける影の英雄的存在。社会の底辺で苦しむ人々の苦悩を体現し、真の改革を求めて奔走する。物語の終盤で重要な役割を果たす。
カピタン・ティアゴ（Capitán Tiago）
マリア・クララの父親であり、裕福なフィリピン人商人。宗教的偽善者で、社会的地位と教会との関係を重んじる保守的な人物。
ドニャ・ビクトリーナ（Doña Victorina）
スペイン文化に固執し、虚栄心の強い女性。フィリピン人であることを恥じ、スペイン人と結婚して上流階級に取り入ろうとする人物。
タシオ老人（Don Anastacio / “Pilosopo Tasyo”）
学識ある元学者で、村では「狂人」と見なされているが、実は深い哲学的洞察を持つ賢者。イバラに助言を与える良心的存在。